# Vrouwenstaking

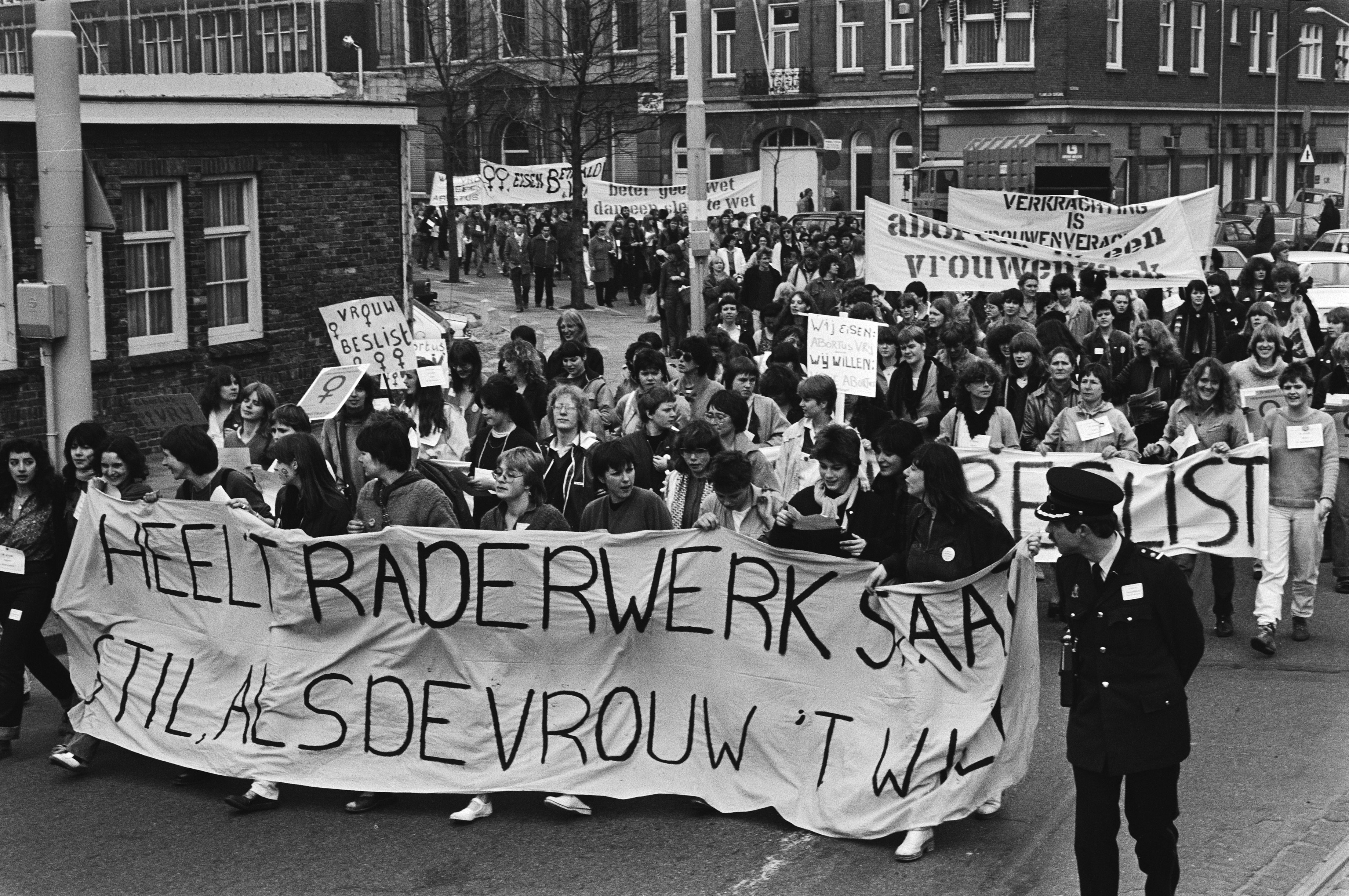
De demonstratie in Den Haag

De vrouwenstaking van 30 maart 1981 was in Nederland een landelijke actie van vrouwen en een vrouwenmars. vooral gericht op legalisering van abortus. Hoewel het Landelijk Stakingscomité in de Vrouwenkrant een totaal van 300.000 tot een 500.000 staaksters vermeldde, kwamen in heel Nederland die dag naar schatting 40.000 tot 70.000 vrouwen op de been.
De staking was het meest zichtbaar in Amsterdam, waar vrouwen zich vanaf 17:00 uur verzamelden op de Dam. Vervolgens liepen ca. 35.000 vrouwen en enkele mannen in een demonstratieve optocht naar het Leidseplein.
De staking en de massale demonstratie was beperkt succesvol, want op 1 mei 1981 werd nieuwe wetgeving aangenomen, die abortus in Nederland weliswaar legaliseerde, maar waarbij de vrouw nog steeds niet het laatste woord had. Het beslisrecht over abortus kwam pas in handen van de vrouw met de Wet Afbreking Zwangerschap, die vanaf 1984 van kracht werd.
De staking heeft echter meer aspecten van de vrouwenemancipatie op de kaart gezet dan abortus, want de vrouwen staakten ook tegen de verslechterende positie van vrouwen, de werkloosheid die vrouwen in deze periode het ergst trof, tegen het kostwinnersbeginsel, tegen het omgangsrecht en tegen seksueel geweld tegen vrouwen.

## Achtergrond

### Abortuspraktijk tussen 1945 en 1981
Zonder legalisering van abortus waren ongewenst zwangere vrouwen aangewezen op illegale praktijken, waarvan de methodiek om met de breinaald een abortus op te wekken het meest dramatisch was. Zowel werkende vrouwen als huisvrouwen zonder betaalde baan werden opgeroepen om in actie te komen.
In de naoorlogse periode tot de grootschalige invoering van de anti-conceptiepil was de toegang tot anticonceptie moeizaam. Voorbehoedsmiddelen zoals condooms waren nauwelijks te krijgen, en alleen voor vrouwen boven de 21 die bovendien lid moesten zijn van de Nederlandse Vereniging voor Seksuele Hervorming NVSH. Vrouwen met een ongewenste zwangerschap deden, wanhopig als ze waren, van alles om de zwangerschap te beëindigen. Ongewenst zwangere vrouwen probeerden zelf een miskraam op te wekken, met een breinaald, met kinine, door zeepsop in de vagina te spuiten, door zich van de trap af te laten vallen, etc. Hierbij liepen vrouwen grote risico's en er vielen ook doden door de complicaties van een illegale abortus. Als een vrouw met complicaties werd opgenomen in een ziekenhuis werd zij vaak misprijzend ontvangen, en bijvoorbeeld tussen pas bevallen vrouwen neergelegd.
Soms hielp een goedwillende arts, maar zo een arts nam daarmee een risico, want abortus plegen was sinds 1911 strafbaar op grond van de zedenwet. Vaker zochten vrouwen een illegale aborteur op (eufemistisch een engeltjesmaker genoemd). Het aantal illegale abortussen werd in 1960 geschat op 5.000 tot 20.000 per jaar. In 1953 werd de huisarts W.F. Storm, die openlijk abortussen uitvoerde en die voorzitter was van een abortuscommissie vanuit de NVSH, veroordeeld tot een half jaar cel, en bovendien geroyeerd als lid van de NVSH. In 1958 werden in Nederland 105 personen veroordeeld voor het plegen van abortus, en in 1963 nog 38. Het vervolgingsbeleid werd langzamerhand verminderd. Storm ging na zijn gevangenisstraf door met het plegen van abortus.
Rond de jaren 60 ontstond ook een juridische discussie; met name strafjurist prof. Enschedé was van mening dat abortus niet in alle gevallen strafbaar was. Er kon een medische indicatie zijn volgens hem. De vraag was of de geestelijke gezondheid van een vrouw of de sociale omstandigheden ook een grond zouden kunnen zijn dat abortus toelaatbaar was.
In 1967 gaf professor Kloosterman van het Wilhelmina Gasthuis in Amsterdam in een televisie-uitzending toe dat hij vrouwen in nood wel wilde helpen met een abortus. Meteen de volgende dag stond er een lange rij vrouwen voor het ziekenhuis. Er kwam vervolgens een commissie die vrouwen beoordeelde of ze in aanmerking kwamen voor een abortus. Het bleef echter moeizaam.
De ontwikkelingen gingen door, en in 1971 opende de Stichting Medisch Verantwoorde Zwangerschapsonderbreking de eerste abortuskliniek. Tot 1975 volgden er nog 8 klinieken van deze stichting. Vrouwen uit heel Europa kwamen op deze klinieken af, en de politie greep niet in. De abortusklinieken hanteerden in deze periode een grens van 12 tot 14 weken zwangerschap. In de Bloemenhovekliniek bij Heemstede was zwangerschapsonderbreking van oudere zwangerschappen mogelijk.

### Politiek
De Tweede Kamer vergaderde lang over de legalisering van de abortuswetgeving. In 1970 dienden PvdA-Kamerleden Aart Geurtsen en Jan Lamberts, een initiatiefwet in voor de legalisering, maar dit mislukte.

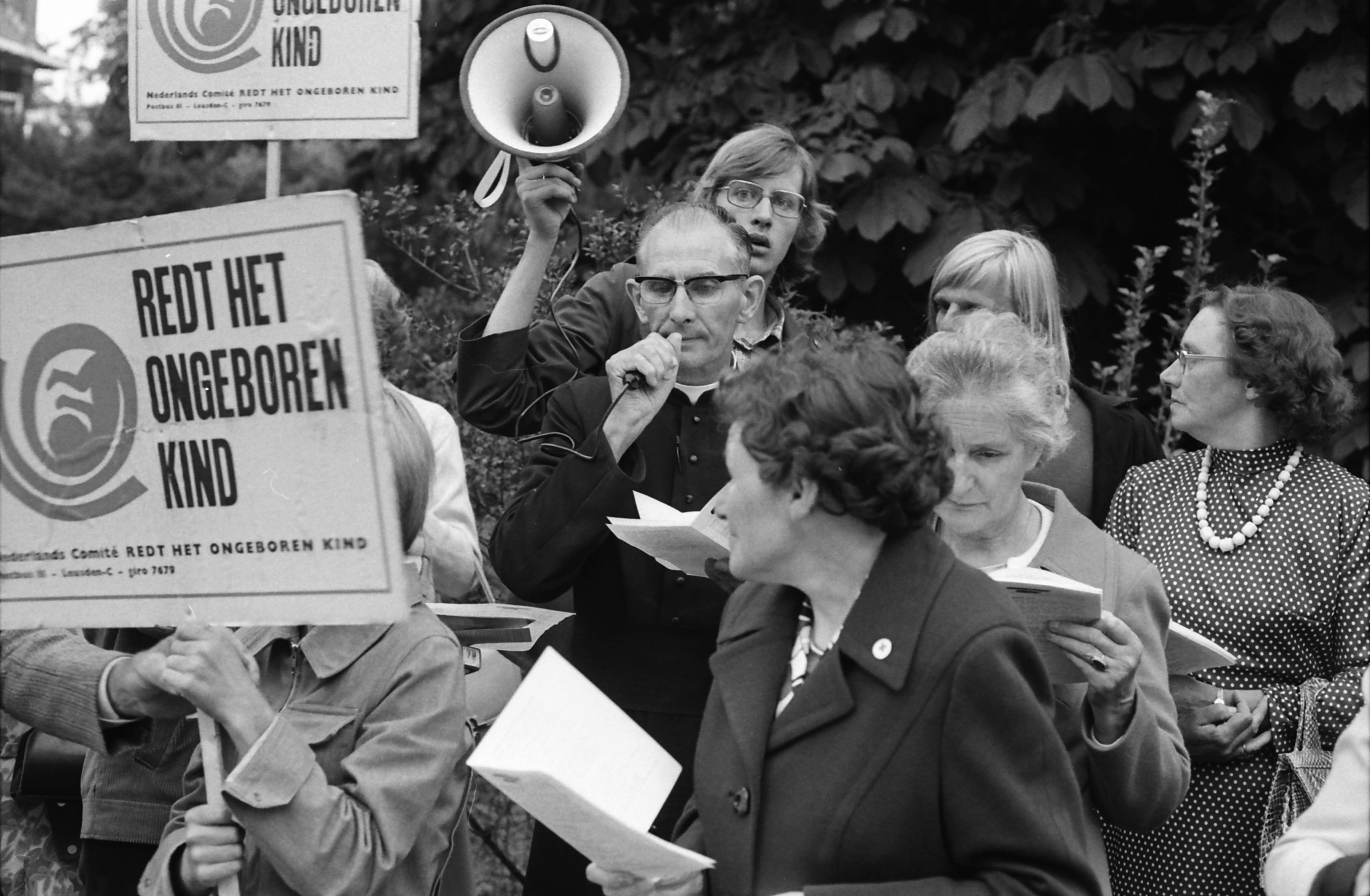
Protestactie Redt het ongeboren kind, datum onbekend

Met name de confessionele partijen, KVP, ARP en CHU waren nog geheel niet toe aan legalisering. Er kwam dan ook een maatschappelijke tegenbeweging op gang vanuit confessionele hoek. Zo ontstonden de Vereniging ter Bescherming van het Ongeboren Kind en Redt het ongeboren Kind in het begin van de jaren 70. Vooral de beweging van pater Jan Koopman was radicaal. Hij richtte de Stichting Recht zonder Onderscheid op en voerde indringende acties, met onder andere de schokkende foto’s van zogenaamd geaborteerde baby's die hij huis aan huis verspreidde.

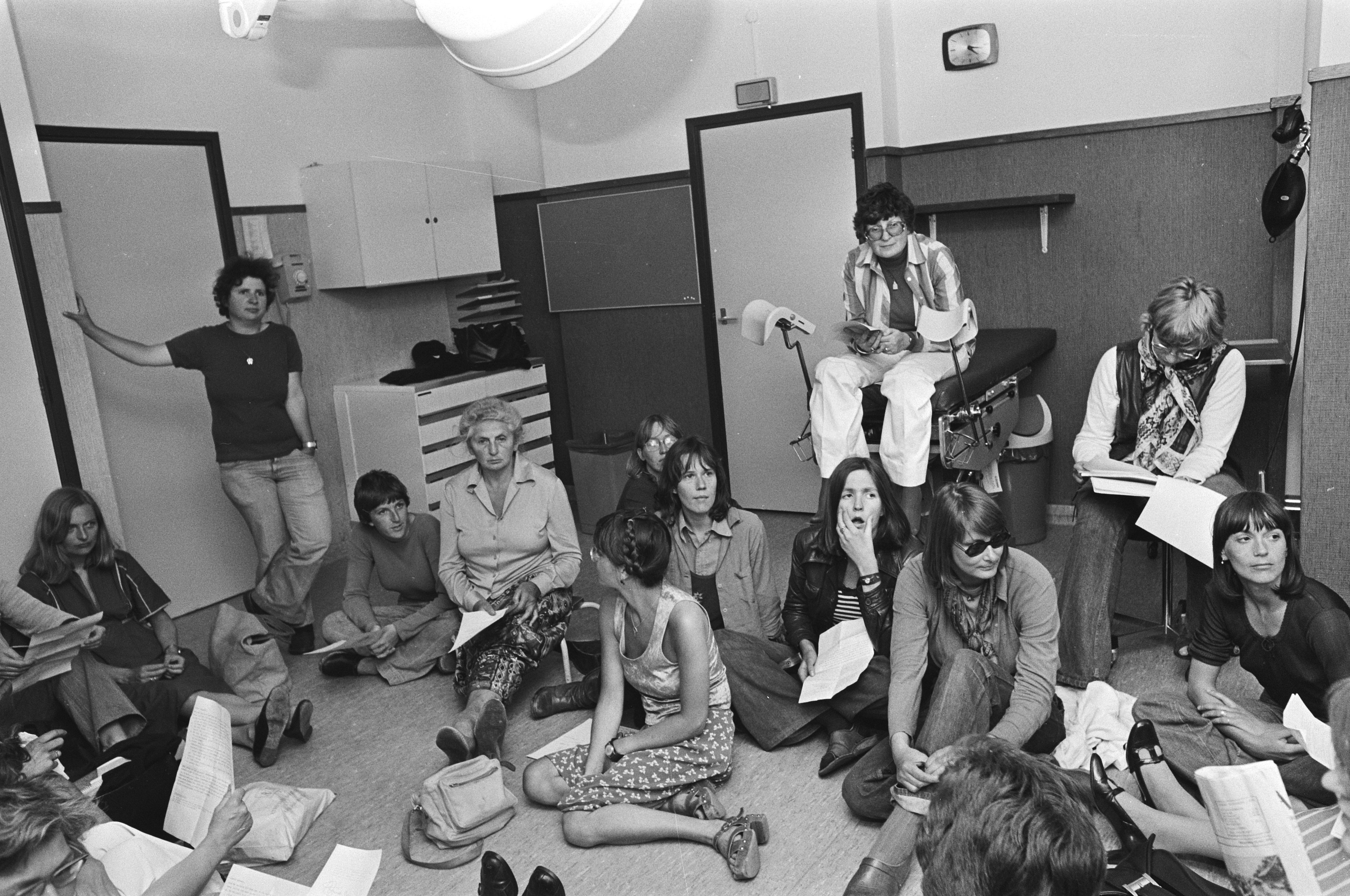
Vrouwen hebben een behandelkamer bezet in de Bloemenhovekliniek.

In 1972 diende minister van Justitie Dries van Agt een wetsvoorstel in als tegenwicht tegen het voorstel van de PvdA. Het voorstel van Van Agt haalde ook geen meerderheid. Van Agt wilde in de kliniek Bloemenhove waar ‘late’ abortussen plaatsvonden de apparatuur in beslag laten nemen. Rechtszaken, o.a. bij de Hoge Raad, staken daar een stokje voor. In 1976 kwam er een klacht van een Duits echtpaar tegen de Bloemenhovekliniek. Er was bij de abortus een tweede foetus over het hoofd gezien, waardoor de vrouw een miskraam kreeg. Op 18 mei 1976 gaf Van Agt opdracht om de kliniek te laten verzegelen, maar de verzegeling werd verbroken en Van Agt moest zich verantwoorden in de Tweede Kamer. De kliniek werd vervolgens twee weken lang bezet door vrouwen uit het hele land. Door nog een rechterlijke uitspraak haalde Van Agt bakzeil. De gedoogpraktijken van abortus gingen door.
In 1976 dienden de Kamerleden Hein Roethof (PvdA) en Els Veder-Smit (VVD) een initiatiefwet in voor legalisering. Gecombineerd met het eerdere PvdA-voorstel werd het voorstel september 1976 met 83 tegen 58 stemmen aangenomen door de Tweede Kamer. Onverwacht strandde het voorstel echter in de Eerste Kamer, omdat met name de VVD-fractie, onder leiding van Haya van Someren, grotendeels tegenstemde. De stemming was politiek zo belangrijk, dat de gehele senaat aanwezig was.
In 1980 volgde opnieuw een grote anti-abortusdemonstratie, maar op 18 december 1980 werd door de Tweede Kamer de Wet Afbreking Zwangerschap aanvaard. Daarin werd echter nog bepaald dat een vrouw vijf dagen verplichte bedenktijd moest houden, en dat de arts de keuze hield om die abortus wel of niet uit te voeren. Vrouwen hadden dus nog steeds geen volledige vrije keus, maar het was wel een grote verbetering. De wet zou op 31 maart 1981 aan de Eerste Kamer worden voorgelegd.
Probleem bij al deze stemmingen was dat de politieke partijen in deze ethische kwestie niet als één geheel stemden, maar dat individuele leden een afwijkende stem konden uitbrengen.
Omdat de politiek maar niet tot een besluit kwam, werd in 1981 een landelijk comité gevormd dat de vrouwenstaking organiseerde voor 31 maart 1981. In het comité zaten De Bonte Was, de Vrouwenkrant en de Vrijwilligstersbond. De staking was tégen abortus in het wetboek van Strafrecht en vóór legalisering van abortus. Hoewel de behandeling van de wet in de Eerste Kamer werd uitgesteld van 31 maart naar 28 april, hield het comité vast aan de datum van 30 maart.
Op 28 mei 1981 werd de wet in de Eerste kamer aangenomen, Daarna werd abortus gelegaliseerd binnen bepaalde voorwaarden. De Bloemenhovekliniek bestaat in 2016 nog steeds, en vrouwen kunnen daar terecht voor een - nu legale - abortus.

### Vakbonden
Hoewel de vakbonden zich in de jaren 80 met allerlei zaken bezighielden, hadden de meeste vakbonden over dit vrouwenprobleem nog geen standpunt ingenomen. Volgens de bonden was abortus geen zaak tussen werkgevers en werknemers. De meeste vakbonden riepen dus niet op om te gaan staken. Het aantal vrouwen met een betaalde baan dat ging staken, was daardoor beperkt. Werkneemsters van welzijnsinstellingen, studenten, scholieren en huisvrouwen namen wel in groten getale deel aan de staking.

## Acties tijdens de vrouwenstaking
De acties bestonden naast de grote optocht van 100.000 vrouwen onder andere uit het volgende:
- Eerder, o.a. op internationale vrouwendag 8 maart 1981, werd overal gediscussieerd over de deelname aan de staking, zo ook bij de VOS-cursussen, "Vrouwen orienteren zich op de samenleving", gericht op algemene emancipatie van vrouwen.[11]
- Breinaaldenacties: vrouwen lagen op de Dam in Amsterdam, met het onderlijf rood gevlekt, als het ware bloedend door een illegale abortus die met een breinaald was opgewekt. In Amsterdam wordt rondgelopen met een grote pop met bloed (tomatenketchup) tussen de benen.[12]
- Een cabaretvoorstelling.
- Er werden een stakingskrant verspreid in een oplage van 225.000 exemplaren.[13]
- In Amsterdam werd in een aantal treinen aan de noodrem getrokken.[13]
- Vrouwen hingen lakens uit het raam met leuzen als 'Ik staak tegen de Abortuswet'.
- Er werden stickers geplakt op paraplu's, fietsen; spandoeken werden beschilderd.
- Vrouwen zongen liederen, zoals 'Saboteer de abortuswet!'. Er werd ook een lied gezongen op de melodie van de canon vader Jacob, maar met de tekst Zuster Anna, zuster Anna, werkt gij nog? Alle vrouwen staken, alle vrouwen staken, abortus vrij, abortus vrij.[12]

## Eerdere acties
Eerder al waren er diverse manifestaties en demonstraties geweest om abortus te legaliseren. Er waren echter ook demonstraties geweest van tegenstanders van abortus.
- Na 1970. Dolle Mina's vielen een congres van gynaecologen binnen, met op hun buik geschreven baas in eigen buik.[14]
- 4 december 1974: abortusdemonstratie, georganiseerd door Wij Vrouwen Eisen, waar ca. 4000 vrouwen op afkwamen. De drie eisen waren: Abortus uit het wetboek van strafwet, abortus in het ziekenfondspakket (de toenmalige verplichte ziektekostenverzekering) en de vrouw beslist.[15] De PPR-fractie van de Tweede Kamer en de Kamerleden Bas de Gaay Fortman en Dolf Coppes distantieerden zich van de eisen en waren "zeer ongelukkig met de extreme manier waarop de kwestie door de vrouwen werd benaderd". De weerzin van de vrouwen tegen de toenmalige minister van Agt van justitie was groot. Men was tegenstander van de juridische en sociale bevoogding van vrouwen die Van Agt in de wetgeving wilde vastleggen. Een van de leuzen was Een, twee, drie, vier, vijf, van Agt blijf van mijn lijf.
- 4 december 1974: Tegendemonstratie onder leiding van Pater Koopmans
- 21 juli 1975: Anti-abortusdemonstratie in Den Haag met als leus o.a. Abortus = moord en Redt het ongeboren kind[16]. Er was een stille tocht van het Malieveld naar het Binnenhof en er werd een petitie aangeboden aan minister Van Agt.
- 24 april 1976 - Abortusdemonstratie tegen van Agt, tegen het CDA en de VVD, met o.a. Anja Meulenbelt, Natasja Emanuels en Marjan Sax.[17]
- 10 september 1979 - Abortusdemonstratie in Eindhoven en een dag later in Amsterdam, met als leus Van politiek gesol hebben wij de buik vol.[18]
- 27 september 1980 - Abortusdemonstratie in het Vondelpark in Amsterdam.[19]